# Loek Hamers
Loek Hamers (Roermond, 22 april 2000) was een Nederlands doelman in het betaald voetbal. Hij speelde voor Roda JC Kerkrade.

## Carrière
Hamers, geboren in Roermond, Nederland, begon zijn voetbalcarrière in de jeugd bij SHH Herten. In 2010 maakte hij de overstap naar de jeugdopleiding van Roda JC. 
Hij nam op 14 december 2018 plaats in de selectie als reservekeeper tijdens de uitwedstrijd tegen Volendam. Hij debuteerde in het betaald voetbal op 30 augustus 2020, in de met 0-4 gewonnen uitwedstrijd tegen Jong Ajax. Hij kwam in de 15e minuut in het veld voor de geblesseerd geraakte Jan Hoekstra en hield de hele wedstrijd de nul.
Hij speelde acht wedstrijden voor Roda JC, waarvan hij in twee wedstrijden de nul wist te houden. Vervolgens maakte hij de overstap naar zijn jeugdclub SHH, die destijds in de tweede klasse fungeerde.

### Statistieken
| Seizoen                       | Club             | Competitie     | Competitie | Competitie | Beker | Beker | Totaal | Totaal |
| Seizoen                       | Club             | Competitie     | Wed.       | Dlp.       | Wed.  | Dlp.  | Wed.   | Dlp.   |
| ----------------------------- | ---------------- | -------------- | ---------- | ---------- | ----- | ----- | ------ | ------ |
| 2020/21                       | Roda JC Kerkrade | Eerste divisie | 1          | 0          | 0     | 0     | 1      | 0      |
| 2021/22                       | Roda JC Kerkrade | Eerste divisie | 0          | 0          | 1     | 0     | 1      | 0      |
| 2022/23                       | Roda JC Kerkrade | Eerste divisie | 2          | 0          | 0     | 0     | 2      | 0      |
| 2023/24                       | Roda JC Kerkrade | Eerste divisie | 3          | 0          | 1     | 0     | 4      | 0      |
| Carrièretotaal                | Carrièretotaal   | Carrièretotaal | 6          | 0          | 2     | 0     | 8      | 0      |
| Bijgewerkt op 25 januari 2025 |                  |                |            |            |       |       |        |        |